# كرايغ غور
كرايغ غور (بالإنجليزية: Craig Gore)‏ هو شخصية أعمال أسترالي، ولد في 1967.